# Jaderná elektrárna Balchaš
Jaderná elektrárna Balchaš (kazašsky АЭС Балқаш) je plánovaná jaderná elektrárna v Kazachstánu. Nacházet se bude v Almatské oblasti u města Ulken. Poprvé byla jaderná elektrárna na tomto místě navrhována již v roce 1996, ale projekt byl několikrát přerušen kvůli četným problémům s plánováním. Před rokem 1991 byla lokalita předurčena pro výstavbu uhelné elektrárny.

## Historie a technické informace

### Historie
Na počátku 80. let Sovětský svaz plánoval výstavbu mnoha uhelných elektráren po celé zemi. To se mělo dotknout i Kazachstánu, kde v této lokalitě měla být vybudována uhelná elektrárna o výkonu 500 MW. Kvůli tomu bylo mezi městem Almaty a Akadyru vybudováno vysokonapěťové vedení, které by výstavbu elektrárny umožnilo. V roce 1984 bylo založeno město Ulken, které mělo sloužit pro stavební dělníky uhelné elektrárny a později pro její pracovníky.
Vzhledem k politickým otřesům v Sovětském svazu a vyhlášení nezávislosti Kazachstánu v roce 1991 bylo původní energetické plánování řízené z Moskvy upraveno. V roce 1991 proto Kazachstán deklaroval svůj záměr rozšiřovat jadernou energii. Na jedné straně existoval velký deficit v regionální produkci energie a na druhé straně musel Kazachstán sám řešit otázky bezpečnosti a likvidace vyhořelého jaderného paliva a dalšího radioaktivního odpadu. Kvůli změnám ve smlouvách již nebylo možné přepracovat jaderné palivo z jaderné elektrárny Aktau v Rusku a další produkty z vyhořelého paliva skladovat v Kyrgyzstánu. V samotném Kazachstánu existoval odpor obyvatelstva k výstavbě vlastních zařízení na přepracování jaderného odpadu. Kazachstán proto doufal v pomoc MAAE při zavádění jaderné energie a řešení problémů, ačkoli země v té době ještě nepodepsala přímou smlouvu s agenturou.
V srpnu roku 1996 bylo rozhodnuto o výstavbě jaderné elektrárny se šesti bloky na jezeře Balchaš. Bloky měly být typu VVER dodané Ruskem a náklady byly tehdy odhadnuty na 5 miliard dolarů. V té době se energetický deficit prohloubil, takže přibližně 20 % muselo být dováženo z okolních zemí, například Kyrgyzstánu a Uzbekistánu. Rozhodnutí o výstavbě ruských reaktorů předcházela jednání, v nichž političtí zástupci jednali s Ruskem, ale i s francouzskými, kanadskými a americkými společnostmi o možné výstavbě reaktorů. Zpočátku se pozornost soustředila na hypotetickou výstavbu jaderné elektrárny v Semipalatinsku. Kazašští experti obzvláště upřednostňovali model reaktoru CANDU, protože by nabízel výhodu v podobě pohonu kazašským přírodním uranem, čímž by se eliminovala potřeba obohacování v zahraničí. Výhoda ruské nabídky se však projevila především v nákladech, jelikož se očekávalo, že nabídka ruské strany bude o 20 až 30 % levnější než nabídka konkurence z Francie nebo Kanady. Jelikož však kazašští politici preferovali ruský model, Rusko nezávisle na to nabídlo výstavbu jaderné elektrárny na jihu země, kde byl největší nedostatek elektřiny. To umožnilo přijmout ruskou nabídku bez zapojení zahraničních uchazečů do výběrového řízení. Financování mělo pocházet z prodeje uranu USA a také z půjčky ve výši 800 milionů dolarů, za kterou ručil ruský prezident Boris Jelcin.
Původně bylo navrženo vybudovat v lokalitě tři až šest reaktorů VVER-640. Tento model byl vyvíjen od roku 1995 a byl nástupce reaktoru VVER-440. První tři bloky měly být uvedeny do provozu v letech 2005, 2007 a 2015. Náklady na tyto 3 bloky byly 2 miliardy dolarů a zahájení stavby mělo proběhnout v roce 1999. Celkový výkon elektrárny by tak byl 3840 MW. Kromě toho ale byla zkoumána i výstavba čtyř bloků VVER-1100, zcela nového typu, který měl disponovat vertikálními parogenerátory namísto horizontálních, jak tomu bylo u VVER zvykem. Náklady na tyto čtyři bloky byly 5,7 miliary dolarů. Pokud by byly postaveny, výkon elektrárny by dosáhl až 4400 MW.
Z ekologických a finančních důvodů, včetně ruské hospodářské krize, byl projekt v roce 2001 zrušen. Ruský prezident Vladimir Putin 18. února 2003 znovu nabídl Kazachstánu obnovení projektu. V červnu 2003 ministr energetiky Kazachstánu prohlásil, že je připraven postavit jadernou elektrárnu v příštích 15 letech.
Dne 26. září 2006 byly plány na tuto elektrárnu opuštěny ve prospěch nového partnerství s Ruskem, jakož i společného rozšíření jaderné elektrárny Aktau s reaktory typu VBER-250.

### Nové plány

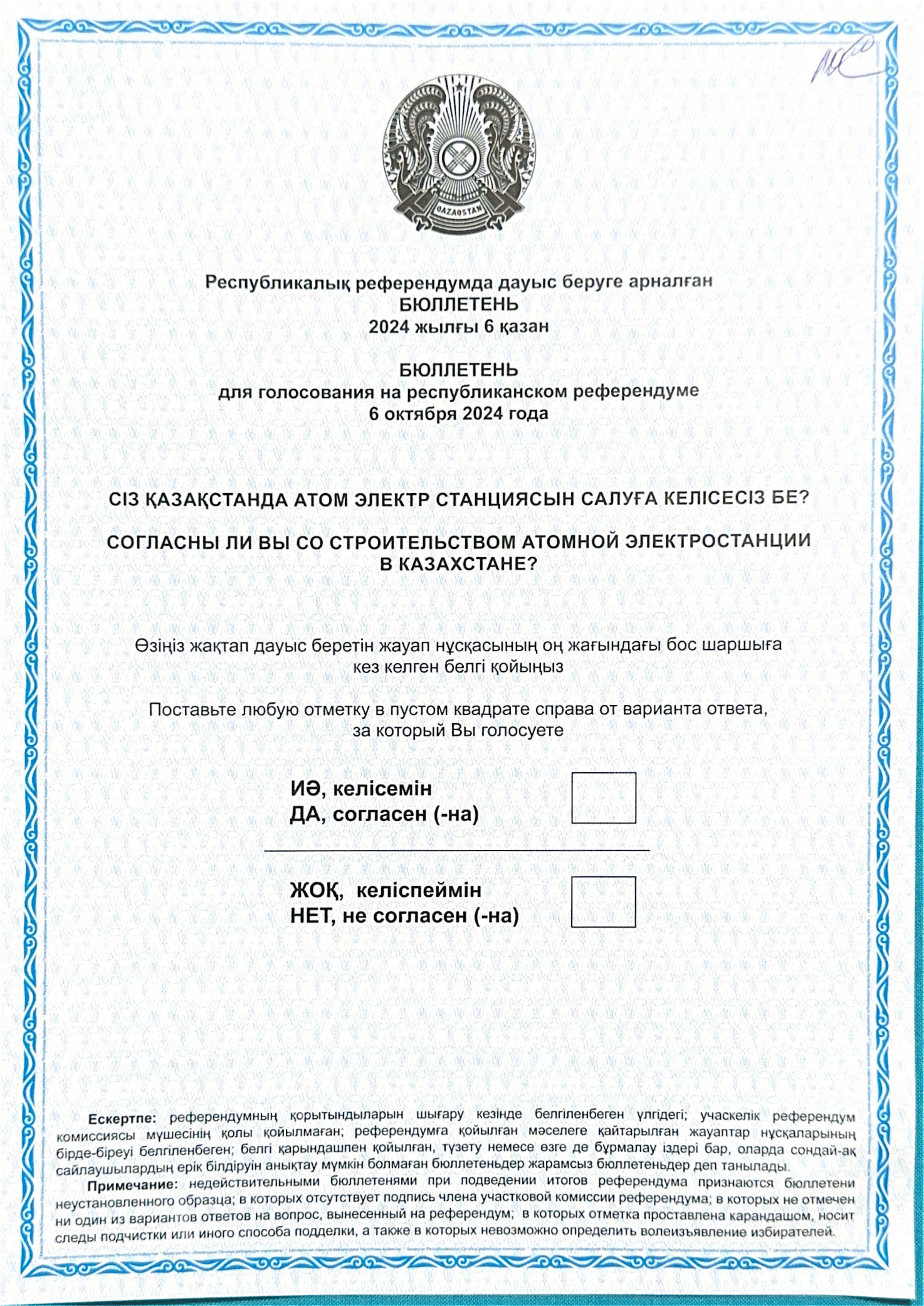
Hlasovací lístek referenda ohledně výstavby jaderné elektrárny

V lednu 2015 proběhla jednání s Ruskem o výstavbě malých nových reaktorů v lokalitě Aktau. Kazašská vláda však za účelem diverzifikace technologií upřednostňovala výstavbu další jaderné elektrárny v lokalitě Balchaš u Ulkenu s preferovanými reaktory AP1000. Důvodem bylo, že Westinghouse byl většinovým vlastníkem Toshiby (87 %), IHI Corporation (3 %), ale v té době držela 10 % akcií i kazašská společnost Kazatomprom. V roce 2016 byly projekty nových reaktorů v Aktau zastaveny poté, co v regionu nebyla potřeba a město Aktau výstavbu nových reaktorů odmítlo. V důsledku toho byla věnována větší pozornost návrhu jaderné elektrárny Balchaš a také další nové elektrárny Kurčatov. V červnu 2016 kazašský ministr energetiky Kanat Bozymbajev oznámil, že o výstavbě jaderné elektrárny bude rozhodnuto po otevřeném výběrovém řízení. Toto oznámení bylo učiněno v souvislosti s mediálními zprávami, které tvrdily, že jadernou elektrárnu postaví pouze Rusko. Bylo také jasně uvedeno, že rozhodnutí o jaderné elektrárně bude učiněno až po vytvoření společného energetického trhu v rámci Euroasijské hospodářské unie, a to pokud jde o počet elektráren a o to, zda bude postavena jedna jaderná elektrárna, nebo druhá později.
Pro novou elektrárnu bylo v Kazachstánu vybráno celkem pět lokalit, které si navzájem konkurují jako potenciální kandidátské lokality. Místa konání byla Ulken u jezera Balchaš, Kurčatov poblíž hranic s Ruskem, Kostanaj na řece Tobol, Taraz na řece Talas a Aktau u Kaspického moře. Zvolenou technologií byl lehkovodní reaktor generace III nebo III+. V důsledku hospodářské krize v letech 2014 až 2017 a také protestů proti autokratické vládě a prezidentu Nursultanu Nazarbajevovi z roku 2016 nebyl projekt od roku 2016 prozatímně pozastaven.
V roce 2021 vláda prezidenta Tokajeva obnovila plány na výstavbu jaderné elektrárny v Kazachstánu poté, co prezident Tokajev předložil tento návrh ve svém projevu o stavu národa v roce 2021. V srpnu 2023 ministr energetiky Almassadam Satkalijev potvrdil výběr Ulkenu jako nejvýhodnějšího místa pro první jadernou elektrárnu. V souladu s kazašskou jadernou legislativou bylo rozhodnutí o umístění a výstavbě jaderné elektrárny učiněno mezi státní vládou a místní samosprávou Almatyjské oblasti v listopadu 2022. Na tomto základě byly zahájeny veřejné diskuse o výstavbě jaderné elektrárny, a to jak v místních médiích, tak v digitálních médiích. Veřejná slyšení by měla být provedena v souladu s postupem posuzování vlivů na životní prostředí po stanovení konečného projektu. V listopadu 2023 provedla MAAE na žádost kazašské vlády bezpečnostní přezkum výběru lokality, aby potvrdila uplatňování bezpečnostních standardů MAAE při výběru lokality pro zprávu o předběžné studii proveditelnosti. Tým MAAE dokončil bezpečnostní přezkum po pěti dnech a dospěl k závěru, že neexistují žádné bezpečnostní problémy týkající se kritérií pro vyloučení z výběru lokality pro lokality Ulken a Kurčatov. Jako optimalizační návrh MAAE navrhla shromažďování dalších dat z lokalit, aby se minimalizovala potenciální bezpečnostní rizika spojená s výběrem lokality v pozdější fázi projektu. Potvrzení lokality kazašskou vládou bylo oficiálně dokončeno až rozhodnutím vlády dne 30. prosince 2024.

### Uchazeči
V roce 2022 začal Kazachstán hodnotit různé technologie reaktorů od šesti dodavatelů. To zahrnovalo jak velké jaderné elektrárny, tak malé modulární reaktory: NuScale; VOYGR-12, GE-Hitachi; BWRX-300, KHNP; APR1000 a APR1400, CNNC; Hualong One a CNP-600+, Rosatom s jejich reaktory VVER-1000 a VVER-1200 a EdF s nabídkou EPR1200. Toto prohlášení učinil ministr energetiky Bolat Akžolakov poté, co se v médiích znovu objevily zprávy, že Kazachstán již s Ruskem na výstavbě spolupracuje. Ministr vysvětlil, že budou zohledněny všechny technologie. Zároveň se očekávalo, že jeden reaktorový blok by mohl stát kolem 5 miliard dolarů, přičemž pro jadernou elektrárnu s výkonem až 2400 MW se plánovaly nejméně dva bloky (v závislosti na technologii). V srpnu 2022 premiér Aelikhan Smayylov zopakoval, že jaderná elektrárna bude mezinárodním projektem a že mezinárodní odborné znalosti, které Jižní Korea, Francie, Čínská lidová republika a Rusko mají v oblasti technologií, budou odpovídajícím způsobem prozkoumány. Kazachstán toho dosáhl především prostřednictvím delegačních návštěv Jižní Koreje v červnu 2022 a Francie v červenci 2022 a plánuje další delegační návštěvy Čínské lidové republiky.
V září 2022 bylo oznámeno, že byla zahájena realizace projektu jaderné elektrárny pod vedením kazašské vlády. Na základě energetické bilance byla stanovena potřeba jaderné elektrárny s výkonem 2400 MW. Návrh zákona o využívání alternativních zdrojů energie zveřejněný v červnu 2024 stanovil přidělení 10 až 12 miliard dolarů na realizaci jaderné elektrárny Balchaš. V lednu 2025 byli dodavatelé navržení v roce 2023 oficiálně vybráni do užšího výběru, ačkoli nebyla specifikována jejich technologie. V únoru 2025 začala meziresortní komise hodnotit nabídky předložené čtyřmi dodavateli reaktorů na pět různých projektů. Začala si vzájemně vyměňovat odpovídající podrobné dotazy týkající se technologických projektových řešení, bezpečnostních opatření a financování. V květnu 2025 bylo oznámeno, což přitáhlo značnou pozornost kazašské vlády, že čínská nabídka ve výši 5,47 miliardy dolarů za dva reaktory Hualong One podkopává ceny ostatních dodavatelů. Náklady byly odhadnuty na 12 až 15 miliard dolarů, přičemž ceny nabídek od společností EdF, KHNP a Rosatom na dva bloky údajně tento původní odhad dokonce převyšují. To vyvolalo spekulace, že by kazašští politici mohli čínskou nabídku upřednostnit.
V červnu 2025 bylo rozhodnuto, že první elektrárnu, tedy Balchaš, vybuduje Rosatom. Pro výstavbu druhé jaderné elektrárny v zemi byla vybrána Čína (CNNC). Zvolený model reaktoru je VVER-1200E založený na VVER-1200/491, ale s více bezpečnostními systémy.

## Informace o reaktorech
| Reaktor   | Typ reaktoru | Výkon | Výkon   | Zahájení výstavby | Připojení k síti | Uvedení do provozu | Uzavření |
| Reaktor   | Typ reaktoru | Čistý | Hrubý   | Zahájení výstavby | Připojení k síti | Uvedení do provozu | Uzavření |
| --------- | ------------ | ----- | ------- | ----------------- | ---------------- | ------------------ | -------- |
| Balchaš-1 | VVER-1200E   |       | 1200 MW |                   |                  | 2032               |          |
| Balchaš-2 | VVER-1200E   |       | 1200 MW |                   |                  |                    |          |